# نادرآباد، قندهار
نادرآباد شهری بود که در سال ۱۷۳۸ توسط نادرشاه شاه ایران  ایجاد شد. نادر این شهر را پس از ویران کردن قندهار قدیم در پی محاصره قندهار توسط ارتش خود ساخت و شهر را به نام خود نامید. نادرآباد در نزدیکی رودخانه شوراب و ۴ کیلومتری بقایای قندهار قدیم قرارداشت. این شهر پس از درگذشت نادرشاه در سال ۱۷۴۷ متروکه شد، اگرچه نادرآباد هم‌چنان در نقشه‌های اروپایی قرن ۱۹ ظاهر می‌شود.